# L'affaire est dans le sac
L'Affaire est dans le sac (Brasil: Negócio Feito ) é um filme francês, de média-metragem, lançado em 1932 dirigido por Pierre Prévert e Jacques Prévert.

## Sinopse
Um capelão e um jovem querem raptar uma herdeira rica num saco, mas por engano, levaram dentro do saco o pai da herdeira.
O jovem acaba por casar com a herdeira. Uma intriga fútil onde os irmãos Prévert introduziram as suas piadas surrealistas, absurdas e poéticas.
Uma sátira mordaz ao fascismo o que não é nenhuma surpresa nesse tempo. Este fiasco comercial é agora um clássico francês.

## Elenco
- Jean-Pierre Dreyfus
- Etienne Decroux
- Lucien Raimbourg
- Marcel Duhame
- Jean-Jacques Brunius
- Jacques Prévert
- Guy Decomble
- Carette
- Jean Deninx
- Lou Bonin